# 加拿大—美国关系

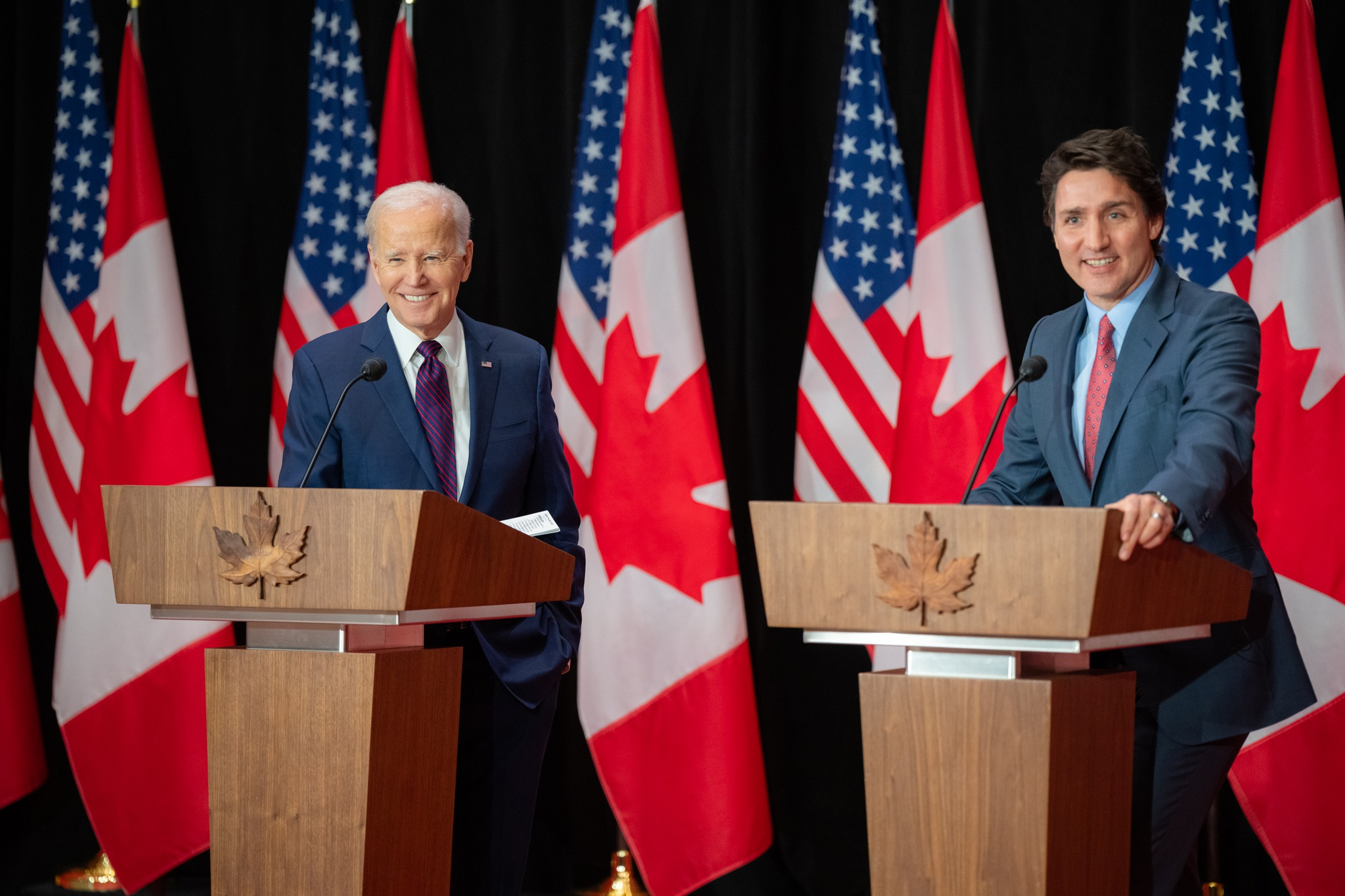
2023年3月，自由黨籍加拿大总理賈斯汀·杜魯多（右）和民主黨籍美国总统喬·拜登（左）于渥太華会面。

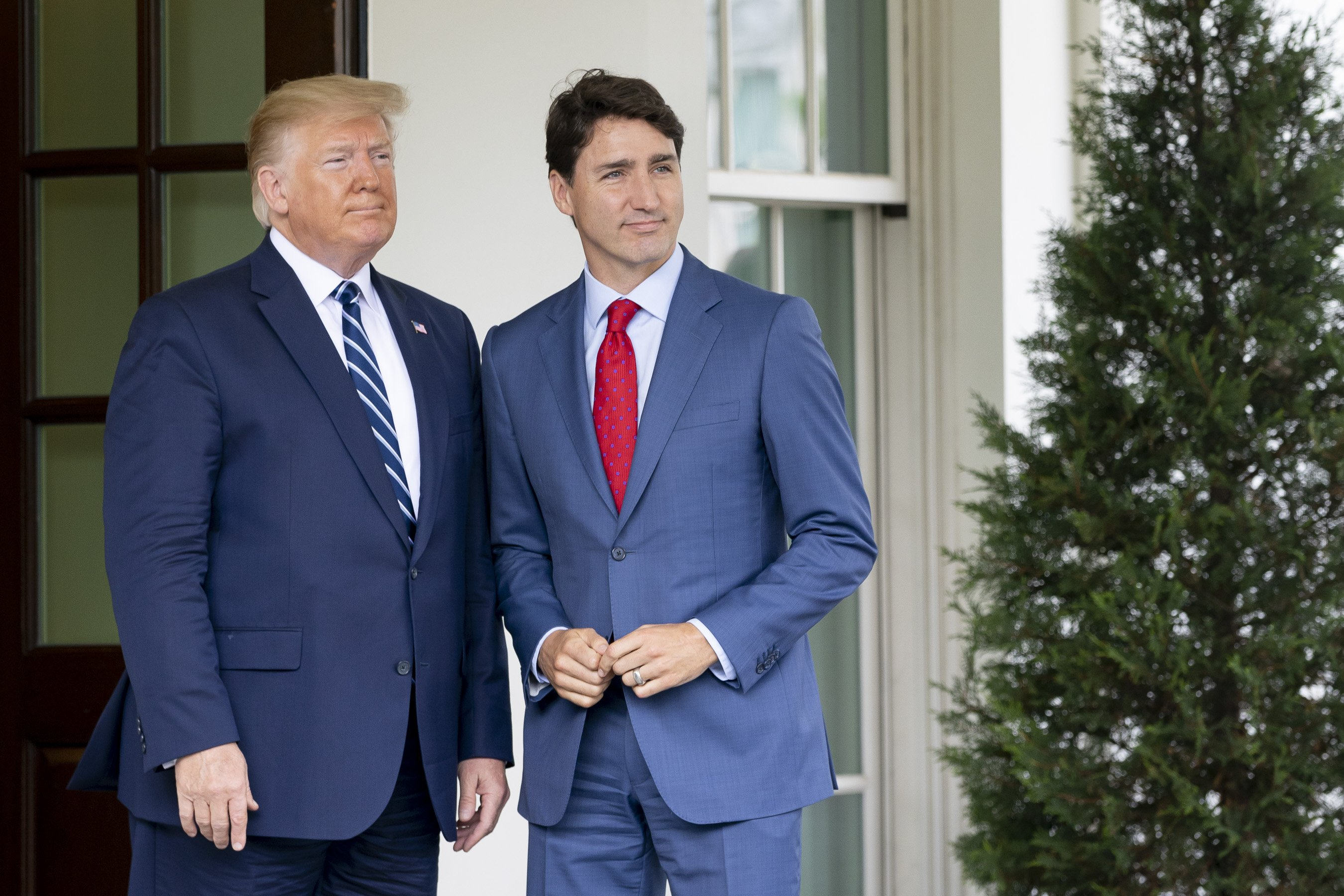
2019年6月，自由黨籍加拿大总理賈斯汀·杜魯多（右）和共和黨籍美国总统唐納·川普（左）于白宮会面。

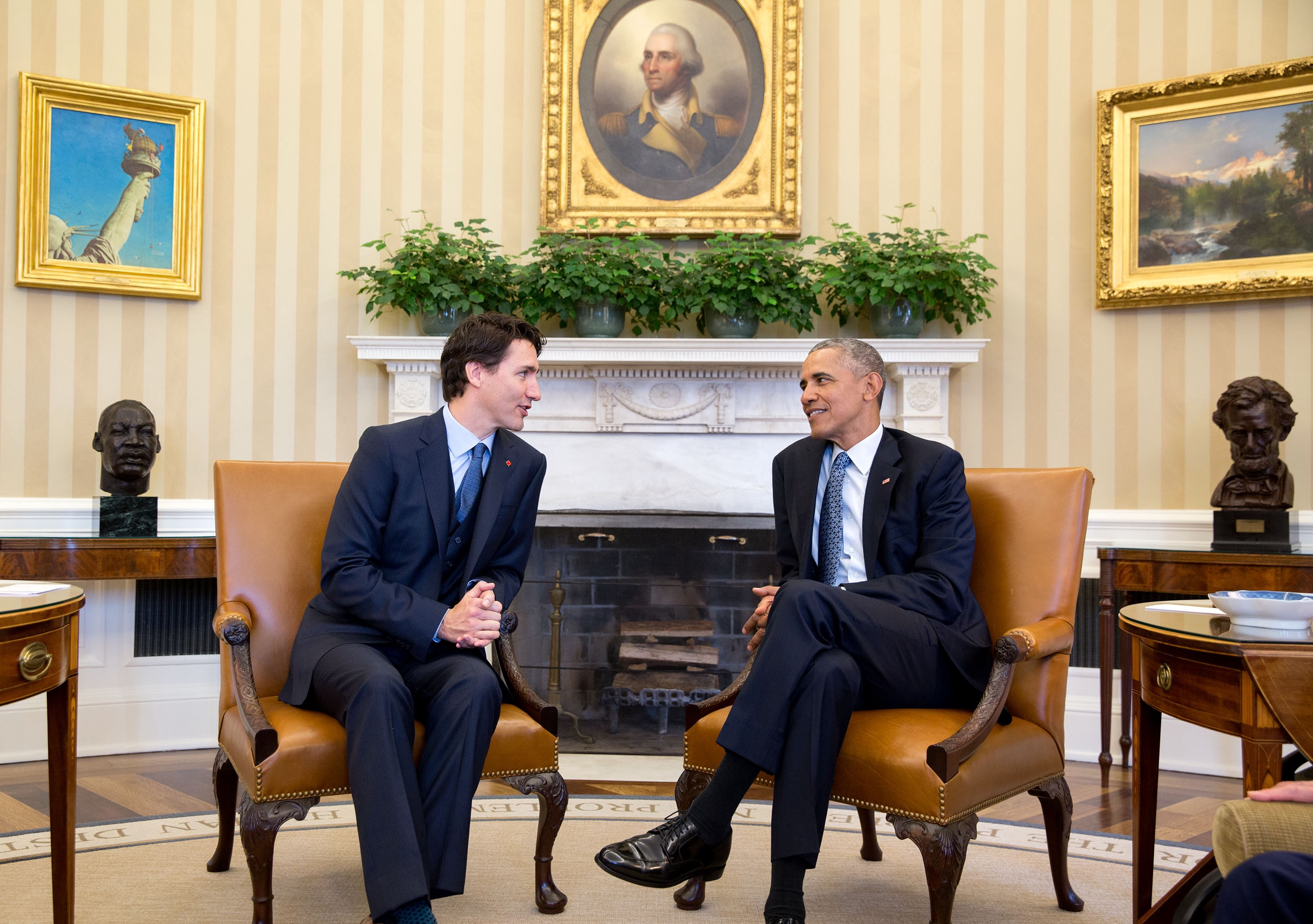
2016年3月，自由黨籍加拿大总理賈斯汀·杜魯多（左）和民主黨籍美国总统巴拉克·歐巴馬（右）于白宮会面。

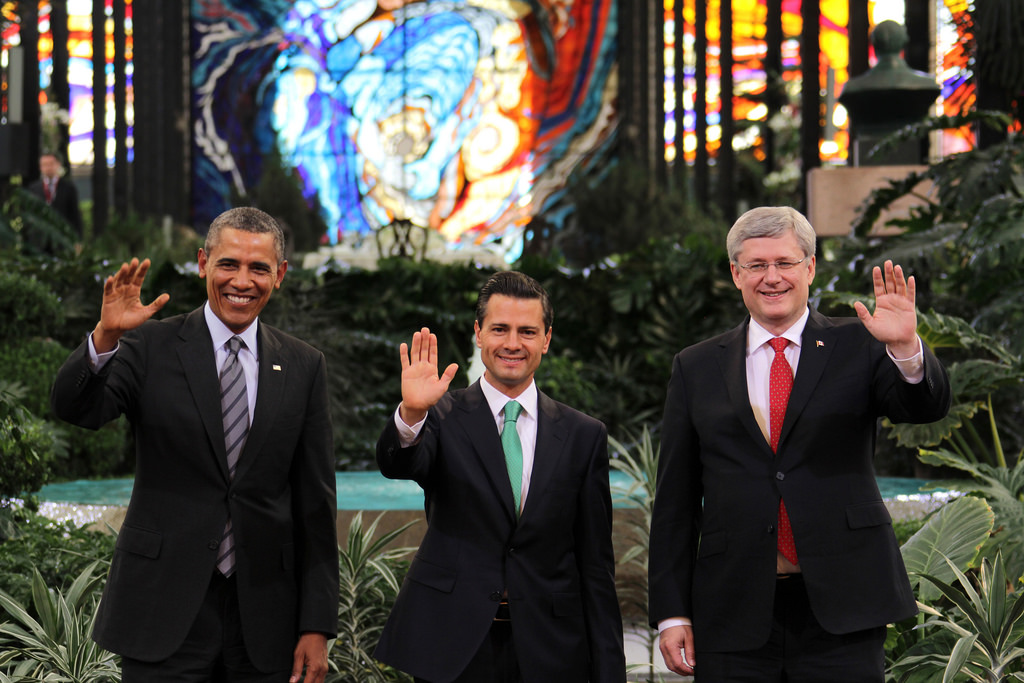
2014年3月，保守黨籍加拿大总理史蒂芬·哈珀（右）、民主黨籍美国总统巴拉克·歐巴馬（左）和墨西哥總統恩里克·培尼亞·涅托（中）于墨西哥托盧卡会面。

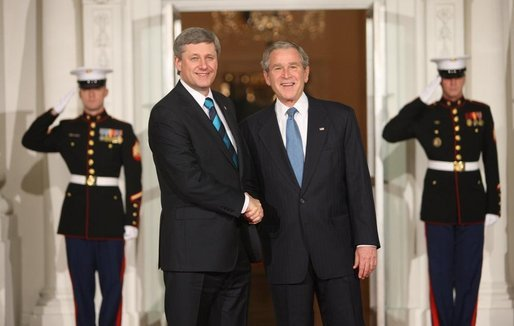
2008年11月，保守黨籍加拿大总理史蒂芬·哈珀（左）和共和黨籍美国总统喬治·W·布希（右）于白宮会面。

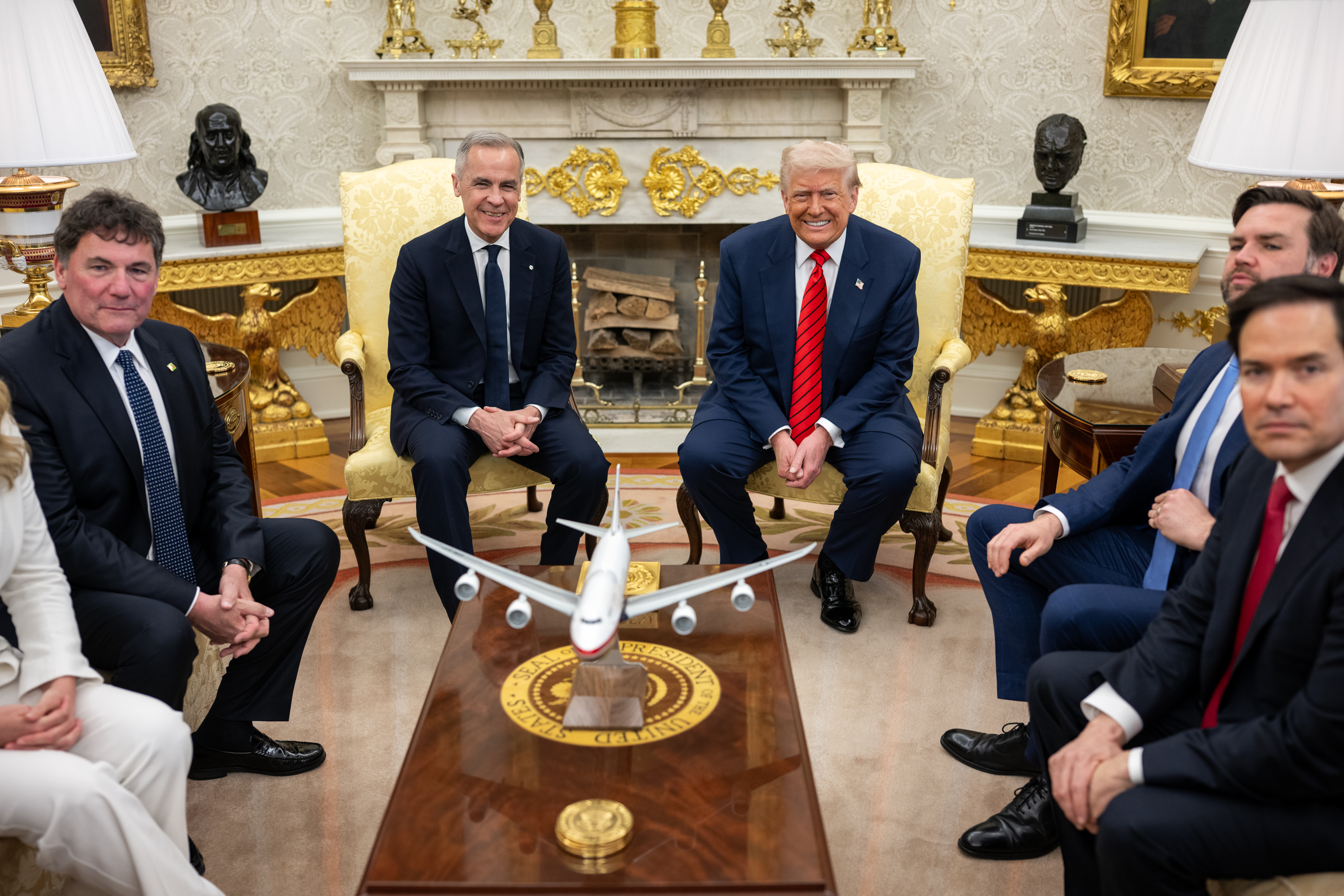
2025年5月，自由黨籍加拿大總理馬克·卡尼（左）在白宮與共和黨籍美國總統唐納德·特朗普（右）舉行會談。

加美关系或美加關係，是美利堅合眾国与加拿大的外交关系，两国关系已经横跨了两个多世纪。历史上，美国与加拿大均为大英帝国的殖民地，两国共同拥有英国的文化底蕴。在现代世界上，两国关系一直处于稳定、互利的状态，也是山水相连的友好邻国，多年来，两国人员往来频繁。在1775年加拿大戰役以及1812年战争期间，美国曾試圖入侵加拿大，直至1815年战争结束，英国停止援助與美国领土、印第安人有关的袭击，美国不再试图入侵加拿大。虽然两国依然有轻微的冲突，但总体而言，两国一直处于平静的状态。目前美国是加拿大的邻国，也是最重要的盟国，两国在政治、经贸、军事等领域，保持着密切关系，加拿大歷届政府均视对美关系为外交政策基石。
美国和加拿大是世界上最大的贸易伙伴。在北美自由贸易协议下，两国与墨西哥一起，构成了目前世界最大的贸易集团。自1994年以来，经貿关系蓬勃发展。另外还拥有世界上最长的边界—美加边境，在边检方面，两国也一直有密切的合作。
根据盖洛普公司于2012年公布的民意调查，加拿大一直是美国人最喜爱的国家，96%的美国人喜欢加拿大。根据BBC于2013年公布的民意调查，84%的美国人一直关注加拿大的正面影响，只有5%的美国人一直关注加拿大的负面影响，在全世界排名第一。2013年，64%的加拿大人关注美国的正面影响，而81%的加拿大人对奥巴马处理国际问题方面表示有信心，只有30%的加拿大人关注美国的负面影响。另外根据BBC于2014年公布的民意调查，86%的美国人一直关注加拿大的正面影响，只有5%的美国人一直关注加拿大的负面影响。而加拿大人一直关注美国的正面影响只有43％，关注美国的负面影响则达到52％。

## 兩國比較
|          | 加拿大                                           | 美利堅合眾国                                    |
| -------- | ------------------------------------------------ | ----------------------------------------------- |
| 人口     | 35,151,728人                                     | 313,697,000人                                   |
| 面積     | 9,984,670平方公里（3,855,103 sq mi）             | 9,534,000平方公里（3,531,905 sq mi）            |
| 首都     | 渥太華                                           | 華盛頓哥倫比亞特區                              |
| 最大都市 | 多倫多：人口2,794,356人（都市圏人口6,202,225人） | 紐約：人口8,363,710人（都市圏人口32,006,798人） |
| 國體     | 君主立憲國                                       | 共和國                                          |
| 政體     | 議會制                                           | 總統制                                          |
| 地方分權 | 聯邦制                                           | 聯邦制                                          |
| 國家元首 | 查爾斯三世（加拿大國王）                         | 當勞·特朗普（聯邦總統）                         |
| 政府首腦 | 馬克·卡尼（聯邦總理）                            | 當勞·特朗普（聯邦總統）                         |
| 公用語言 | 英語、法語                                       | 未指定（實務多使用英語）                        |
| 名目GDP  | 1兆6740億美元 (每一國民約46,239美元)             | 15兆650億美元 (每一國民約48,147美元)            |

## 历史

### 殖民战争时期
法属加拿大在1760年被英国占领之前，英国曾与法国多次发生殖民战争。在战争中，英国依赖美国的殖民地民兵，而法国在很大程度上依赖印第安人。易洛魁印第安人是英国的重要盟友。大部分的战斗主要涉及新英格兰和魁北克省交界的村庄伏击和小规模战争。而印第安盟友因为极少受到法国控制，多次袭击新英格兰村庄绑架妇女和儿童，以及拷打和杀害的人。而海军还多次攻击敌方商船。

### 人口交融
从1750年代至目前，加拿大和美国的人口出现了广泛交融。其中，新英格兰的洋基人于1775年之前开始在新斯科舍定居，并在美国革命期间保持中立。美国大革命结束后，有75,000人从美国移居加拿大的新斯科舍、新不伦瑞克、魁北克和蒙特利尔东部和南部的土地。1790年至1812年，大部分美国的农民从纽约及新英格兰移居安大略。19世纪，因出现淘金潮，美国人开始移居不列颠哥伦比亚和育空地区。20世纪初，美国中西部地区的农民开始移居加拿大的草原省份。
从19世纪末期至20世纪，大约90万法裔加拿大人移居美国。其中有三分之二在新英格兰居住。20时期末期，绝大多数定居于美国的法裔加拿大人放弃使用法语。而英裔加拿大人移居美国的人数则是法裔的两倍，但没有鲜明的民族聚居地

### 美国独立战争
在美国独立战争之初，美国革命者希望法裔加拿大人加入他们的叛乱。英国告知法裔加拿大人，称大英帝国已经起草魁北克法案，任何在美国殖民地所做的行为，均被视为不可容忍的行为。1776年至1777年，美国入侵加拿大失败，英国加紧了领土的所有权。1860年，约30,000-40,000名美国黑人通过地下铁路的形式进入加拿大。

### 加拿大自治领成立后
1867年，加拿大自治领成立，但外交和国防事务依然受到英国控制。在加拿大自治领成立之前，美加之间发生了俄勒冈边界争端（美国方面称为54度边界争端）。然而，美国与加拿大的紧张关系仍在持续。另外，自1903年以来，美国与加拿大还发生了阿拉斯加边界争端，至目前为止，这一争端依然存在。
1927年2月18日，美国承认加拿大作为一个独立的国家。同日文森特·梅西在华盛顿递交国书，成为加拿大首位驻美国公使。6月1日，美国在渥太华设立公使馆，首任公使为威廉·菲利普斯。

### 第二次世界大战
第二次世界大战后，加美两国关系开始密切。1940年8月，自由黨籍加拿大总理威廉·莱昂·麦肯齐·金和民主黨籍美国总统富兰克林·罗斯福在奥格登斯堡发表宣言，呼吁紧密合作。
加拿大还被美国允许加入到阿拉斯加公路和原子弹的建设中。1940-1942年间，49,000名美国人加入加拿大皇家空军和英国皇家空军，其中有一部分获当时的美国总统富兰克林·罗斯福批准。
二战时，美国在英属纽芬兰岛建设大型军事基地。美国军事基地法案于1941年6月11日生效，纽芬兰经济逐渐恢复繁荣。二战之后，英国持续消减对纽芬兰的预算，希望纽芬兰能加入加拿大联邦并终止派遣政府。起初纽芬兰求助于加拿大，希望能恢复责任政府。但是加拿大反应冷淡，表示没有兴趣在经济上帮助纽芬兰，除非纽芬兰选择加入加拿大联邦，美国也没有抗议英国的做法。

### 冷戰
美国是加拿大最大的贸易市场。1971年，美国颁布尼克森衝擊政策，令加拿大陷入恐慌。1972年，尼克松在渥太华国会大楼发表演讲，宣布与加拿大建立“特殊关系”。
1980年代和90年代，美加关系以北美自由贸易协议为主要议题。自1994年这一协议签署以来，到2014年，美加墨三国的共同市场总价值达到19万亿美元，覆盖4.7亿消费者，并创造了数以百万计的就业机会。

### 21世紀
2001年9月11日九一一事件后，自由黨籍加拿大總理克里田公開拒絕支持共和黨籍美国总统喬治·布希在2003年發動的伊拉克戰爭在美國引起了負面反應，美加关系遭受重大挫折。2006年2月保守黨籍加拿大总理史蒂芬·哈珀上台後美加关系開始緩和，因意識型態較相近，哈珀和布希被認為有著溫暖的個人關係以及共和黨-保守黨政府之間的密切聯繫。但布希在加拿大自由派中非常不受歡迎（特別是在媒體中）。
随著2009年1月20日民主黨籍巴拉克·奥巴马就职美国总统、2015年11月4日自由黨籍賈斯汀·杜魯多就职加拿大總理，無論是民主黨-保守黨或民主黨-自由黨政權，美加政府雙方繼續在軍事和貿易等議題上維持緊密關係。

#### 2020年代
2017年1月20日共和黨籍當勞·特朗普就职美国总统。2017年2月13日，即川普宣誓就職近一個月後，總理杜魯多與川普總統在白宮首次正式會面。特朗普的貿易保護主義性關稅是他的共和黨政府的一概风格，因此他對軟木徵收關稅，擾亂了與加拿大的關係 。2019年，杜魯多被發現在麥克風裡開川普玩笑，導致川普抨擊杜魯多是「雙面人」。2021年1月20日民主黨籍祖·拜登就职美国总统，杜魯多和拜登因意識型態較相近美加关系再次緩和。在2022年自由車隊反對COVID-19疫苗強制令抗議活動中，已下台的川普稱總理杜魯多為“極左派瘋子”，2024年8月他在競選2024年美國總統選舉期間又開杜魯多玩笑，稱他可能是前古巴最高領導人菲德爾·卡斯特羅的兒子。杜魯多在加拿大政壇又常把他的政敵聯邦保守党黨魁博勵治比作加拿大的特朗普，指他們是“極右派”。
2024年底，川普提議加拿大因經濟挑戰和軍事開支而考慮加入美國。然而，大多數加拿大政界人士駁斥了這種想法，民意調查顯示，許多加拿大人表示反對擬議的美國兼併加拿大。2025年3月4日凌晨12点01分，美国对加拿大、墨西哥加征的关税如期实施。加拿大同步宣布反制措施，自当天起对价值206亿美元的美国进口商品加征25%关税，21天后（即3月25日）额外对价值860亿美元商品加征25%关税。在当天举行的新闻发布会上，特鲁多表示特朗普加征关税是为了“彻底摧毁加拿大经济”，让美国“更容易”吞并加拿大。
加拿大朝野上下譴責川普关税和兼併加拿大的提議，並且使自2月起已令執政近10年的自由黨政府在聚旗效應的加持下其支持率大幅回升，甚至有民调显示自由党支持率反超保守党。川普對此的反應是他不在乎，川普在2025年3月18日福斯新聞訪問中稱他「寧願和自由黨打交道，也不願和保守黨打交道」，因為他認為「自由黨更容易地處理」，並且不滿保守黨黨魁博勵治強硬反川普的姿態。這是杜魯多接班人馬克·卡尼於3月14日就任加拿大總理以來川普的首次對他的自由黨政府反應，此前川普和博勵治已互有批評。3月27日，加拿大总理卡尼表示，加拿大和美国之间的传统关系已经结束。

## 军事与安保合作
美国与加拿大的防务合作比世界上其他国家更广泛。1940年，两国设立国防常设联合理事会，提供政策级别磋商两国国防事务。美国和加拿大共享北大西洋公约组织共同安保承诺。此外，美国与加拿大军队于1958年联合建立了北美空防司令部。九一一事件后，加拿大坚定支持美国建立反恐联盟，参加了美对阿富汗的军事行動。2003年伊拉克战争期间，加拿大部队为美国入侵伊拉克提供支援，加拿大重视联合国作用，强调解除伊武装应在联合国框架内解决，并拒绝参与对伊战争。

## 经济关系
美国和加拿大是全世界最大的贸易伙伴。自从两国与墨西哥签订北美自由贸易协议以来，两国生产的商品均互免关税。目前美加两国间每天的贸易额为20亿美元，2012年，加拿大对美贸易额为1770亿美元，美国对加贸易额为1590亿美元，两国主要出口产品包括汽车、航天器、飞机零件、生铝等。2020年5月，加拿大超越墨西哥成為美國第一大貿易夥伴。
加拿大在经济上对美依赖严重，其能源、汽车、制造业等许多重要经济部门均为美资所控制。美加贸易纠纷主要集中在钢铁、农产品等方面。
2025年，新當選的美國總統唐纳德·特朗普對加拿大徵收25%的關稅，以應對非法移民和芬太尼的分銷。美加領袖於2月3日通話後同意，暫停對加拿大徵收25%的關稅30天。美國對加關稅於3月4日正式生效。加拿大實施報復性關稅，計劃分為兩個階段，短期內將對價值300億加元的美國商品徵收關稅。加拿大或將於21天後對價值1250億加元的更多美國產品徵收新一輪關稅。美國暫停向汽車徵稅30天，及後豁免美墨加協定中產品的關稅。

## 环境保护

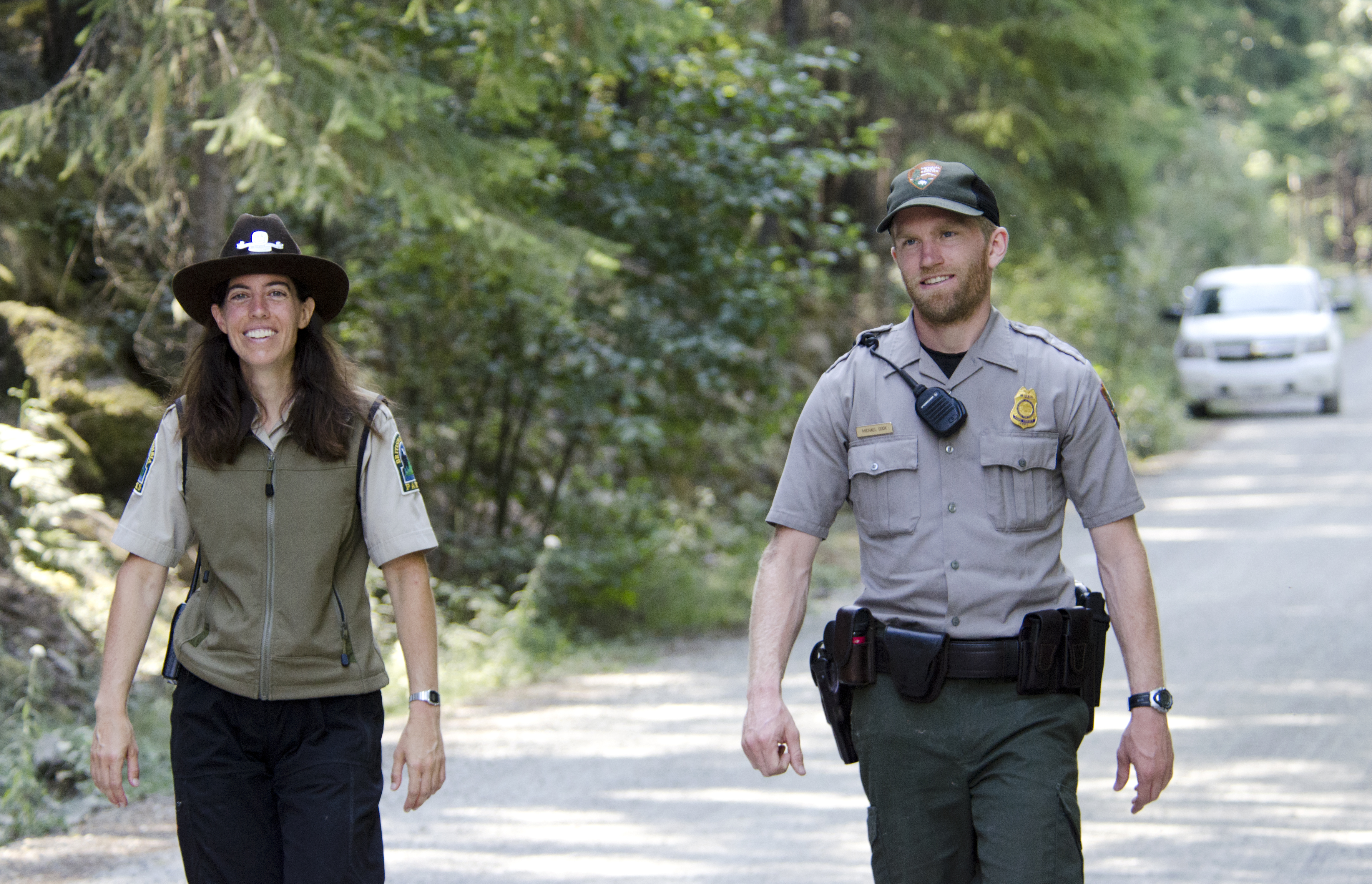
一位加拿大的公园护林员（左）和美国国家公园管理局警衛人员（右）在美加边界共同巡邏

美国和加拿大一直以来合作解决边境环境保护和水问题。根据《1909年边界水域条约》，加拿大和美国共同设立国际联合委员会。另外，美国和加拿大还共同管理哥伦比亚河。而两国还解决渔业问题和国际公海问题，同时，美国和加拿大均为北极理事会的两个创始成员。而在《京都议定书》问题上，加拿大反对美国单边主义作法。

## 边境保护与人员往来

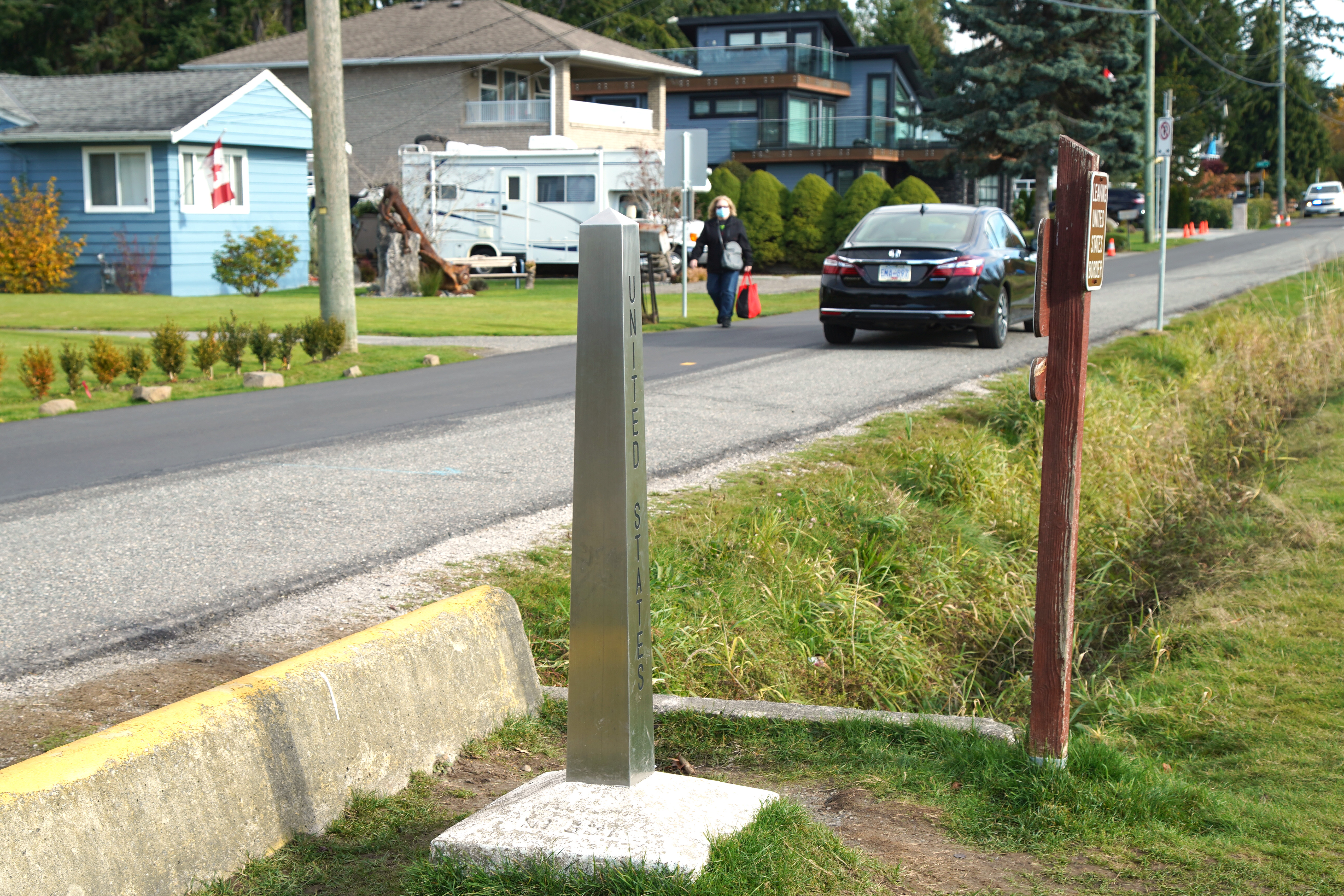
加拿大与美国之间的边界是世界上最长的不设防边界

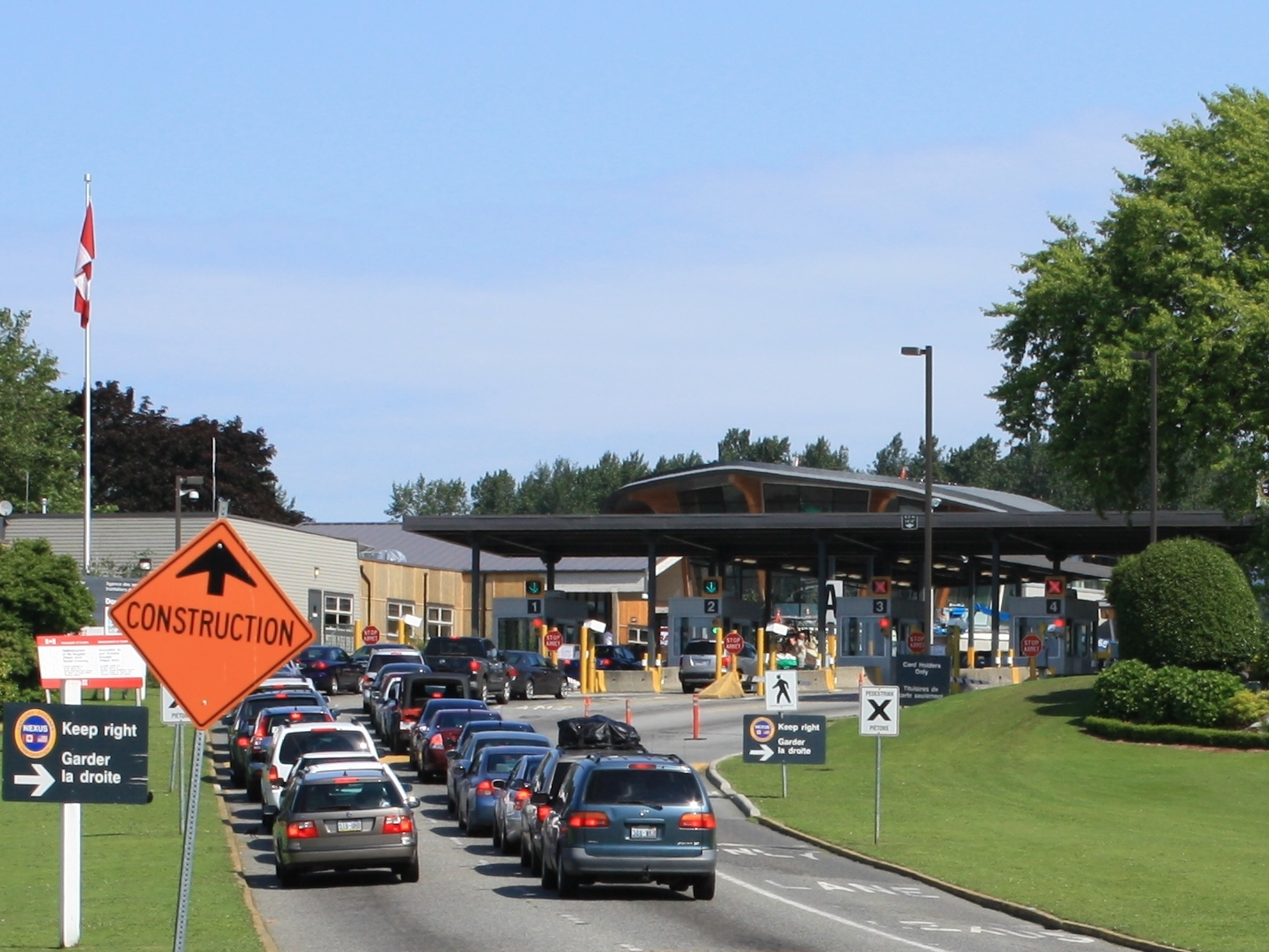
入境美国的加拿大口岸

美国和加拿大也共同合作保护兩國边界。雙方目前已加强对陆地、铁路、港口的出入境检查机制。而美国海关及边境保卫局还在加拿大的8个机场设立境外入境检查设施，以便前往美国的旅客在入境前进行海关及入境检查手续。
根据西半球旅行计划，自2007年1月23日起，所有人士（包括美国及加拿大公民）入境美国或加拿大时必须出示护照（部分人士需要签证）、可信任的旅行者计划卡（包括NEXUS卡、FAST卡或SENTRI卡）、美国国土安全部核准的身份认证表或增强型驾照（仅限部分州/省提供该类型的驾照，但不适用于航空入境），原有的可以口头申报国籍的规定已经失效。而美国永久居民还可以出示永久居民卡入境加拿大。目前每天有超过40万人来往加拿大和美国。

## 加拿大反美情绪
由于历史、政治体制、经济、宗教等原因，加拿大民间出现了反美情绪。早在1837年，定居于加拿大的英国人拒绝追随美国的理念。1864年10月11日，约翰·亚历山大·麦克唐纳在魁北克会议上发表演讲，称美国政治体制最大的弊端，就是对总统的放纵。1867年，加拿大人以保守、适度、高尚的英国辉格精神为指引，成立加拿大自治领，麦克唐纳出任第一任加拿大总理，上任后就开始实行《国家政策》，成为加拿大反对美国文化、政治理念的宣言书。1871年，英属哥伦比亚加入加拿大联邦，遏制了美国进一步向北扩张。二战后，由于英国的衰落和美国的崛起，传统的英、加、美北大西洋三角关系荡然无存。现在的加美关系变成了双边关系，加拿大被迫独立面对美国的威胁和挑战。而《泾渭分明：论美加价值观念和传统》中则提到，美国文化深受古典自由主义、辉格思想和民粹主义的影响，具有变动不居的特点。而加拿大文化则扎根于托利主义的土壤，深受重商主义的影响，是具有强烈社会主义色彩的君主制国家。
2025年2月1日，美國總統川普宣布對加拿大徵高額關稅，引發加國民眾憤怒，掀起「購買加拿大國貨」的經濟民族主義浪潮。綜合金融時報（Financial Times）與法新社報導，川普簽字開徵關稅後，「加拿大製」的標誌在雜貨店隨處可見，替代美國貨的加國國貨清單開始流傳，喜劇演員也以關稅哏在電視短劇上教人避買美國商品的妙招。
一款由渥太華（Ottawa）1間設計公司推出、印有「加拿大是非賣品」字樣的帽子，銷量也大幅成長。這間公司的老闆穆尼（Liam Mooney）說，當初這款帽子是回應川普關稅威脅和暗示加拿大應成為美國第51州而推出，沒想到川普1日簽署關稅命令後又掀一波購買潮。他說：「這是一種反抗的愛國情操。」

## 国际组织成员
目前，美国和加拿大共为以下国际组织的成员：
- 北极理事会
- 亚洲太平洋经济合作组织
- 联合国粮食及农业组织
- 七国集团
- 十国集团
- 20国集团
- 国际商会
- 国际开发协会
- 国际货币基金组织
- 国际奥林匹克委员会
- 国际刑警组织
- 美国职业棒球大联盟
- 国家篮球协会
- 国家冰球联盟
- 北美自由贸易协议
- 北美空防司令部
- 北大西洋公约组织
- 美洲国家组织
- 经济合作发展组织
- 英美协定
- 联合国
- 联合国教科文组织
- 世界卫生组织
- 世界贸易组织
- 世界银行

## 外交代表机构

### 美国驻加拿大外交代表机构
美国驻加拿大大使馆位于渥太华，而美国还在加拿大的卡尔加里、哈利法克斯、蒙特利尔、魁北克城、多伦多、温哥华和温尼伯设立总领事馆。另外，美国在西北地区、努纳武特、安大略西南部和育空地区设立虚拟领事馆。

### 加拿大驻美国外交代表机构
加拿大驻美国大使馆位于华盛顿特区，而加拿大还在美国亚特兰大、波士顿、芝加哥、达拉斯、丹佛、底特律、洛杉矶、迈阿密、明尼阿波利斯、纽约、旧金山和西雅图设立总领事馆，还在休斯顿、帕罗奥图和圣迭戈设立经贸办事处。

## 延伸阅读
- Anderson, Greg; Christopher Sands. . Cambria Press. 2011. ISBN 978-1-60497-762-2.[]
- Azzi, Stephen.  Reconcilable Differences: A History of Canada-US Relations (Oxford University Press, 2014)
- Behiels, Michael D. and Reginald C. Stuart, eds.  Transnationalism: Canada-United States History into the Twenty-First Century (McGill-Queen's University Press, 2010) 312 pp.  online 2012 review（页面存档备份，存于）
- Bothwell, Robert. Your Country, My Country: A Unified History of the United States and Canada (2015), 400 pages; traces relations, shared values, and differences across the centuries
- Doran, Charles F., and James Patrick Sewell, "Anti-Americanism in Canada," Annals of the American Academy of Political and Social Science, Vol. 497, Anti-Americanism: Origins and Context (May 1988), pp. 105–119 in JSTOR（页面存档备份，存于）
- Clarkson, Stephen. Uncle Sam and Us: Globalization, Neoconservatism and the Canadian State (University of Toronto Press, 2002)
- Engler, Yves. Co-published: RED Publishing, Fernwood Publishing. April 2009. ISBN 978-1-55266-314-1.
- Ek, Carl, and Ian F. Fergusson. Canada-U.S. Relations (Congressional Research Service, 2010) 2010 Report（页面存档备份，存于）, by an agency of the U.S. Congress
  - "Report Highlight" of 2010 report
- Granatstein, J. L. Yankee Go Home: Canadians and Anti-Americanism (1997)
- Granatstein, J. L. and Norman Hillmer, For Better or for Worse: Canada and the United States to the 1990s (1991)
- Gravelle, Timothy B. "Partisanship, Border Proximity, and Canadian Attitudes toward North American Integration." International Journal of Public Opinion Research (2014) 26#4 pp: 453-474.
- Gravelle, Timothy B. "Love Thy Neighbo (u) r? Political Attitudes, Proximity and the Mutual Perceptions of the Canadian and American Publics." Canadian Journal of Political Science (2014) 47#1 pp: 135-157.
- Hale, Geoffrey. So Near Yet So Far: The Public and Hidden Worlds of Canada-US Relations (University of British Columbia Press, 2012); 352 pages focus on 2001-2011
- Holland, Kenneth. "The Canada–United States defence relationship: a partnership for the twenty-first century." Canadian Foreign Policy Journal ahead-of-print (2015): 1-6. online （页面存档备份，存于）
- Holmes, Ken. "The Canadian Cognitive Bias and its Influence on Canada/US Relations." International Social Science Review (2015) 90#1 online（页面存档备份，存于）.
- Holmes, John W. "Impact of Domestic Political Factors on Canadian-American Relations: Canada," International Organization, Vol. 28, No. 4, Canada and the United States: Transnational and Transgovernmental Relations (Autumn, 1974), pp. 611–635 in JSTOR （页面存档备份，存于）
- Innes, Hugh, ed. Americanization: Issues for the Seventies (McGraw-Hill Ryerson, 1972). ISBN 0-07-092943-2; re 1970s
- Lennox, Patrick. At Home and Abroad: The Canada-U.S. Relationship and Canada's Place in the World (University of British Columbia Press; 2010) 192 pages; the post–World War II period.
- Little, John Michael. "Canada Discovered: Continentalist Perceptions of the Roosevelt Administration, 1939-1945," PhD dissertation. Dissertation Abstracts International, 1978, Vol. 38 Issue 9, p5696-5697
- Lumsden, Ian, ed. The Americanization of Canada, ed. ... for the University League for Social Reform (University of Toronto Press, 1970). ISBN 0-8020-6111-7 pbk.
- Graeme S. Mount and Edelgard Mahant, An Introduction to Canadian-American Relations (1984, updated 1989)
- Molloy, Patricia. Canada/US and Other Unfriendly Relations: Before and After 9/11 (Palgrave Macmillan; 2012) 192 pages; essays on various "myths"
- Mount, Graeme S. and Edelgard Mahant, Invisible and Inaudible in Washington: American Policies toward Canada during the Cold War (1999)
- Muirhead, Bruce. "From Special Relationship to Third Option: Canada, the U.S., and the Nixon Shock," American Review of Canadian Studies, Vol. 34, 2004 online edition（页面存档备份，存于）
- Stuart, Reginald C. Dispersed Relations: Americans and Canadians in Upper North America (2007) excerpt and text search （页面存档备份，存于）
- Tagg, James.. "'And, We Burned down the White House, Too': American History, Canadian Undergraduates, and Nationalism," The History Teacher, Vol. 37, No. 3 (May 2004), pp. 309–334 in JSTOR （页面存档备份，存于）
- Tansill, C. C. Canadian-American Relations, 1875-1911 (1943)
- Thompson, John Herd, and Stephen J. Randall. Canada and the United States: Ambivalent Allies (4th ed. McGill-Queen's University Press, 2008), 387pp, the standard scholarly survey

### 第一手来源
- Gallagher, Connell. "The Senator George D. Aiken Papers: Sources for the Study of Canadian-American Relations, 1930-1974." Archivaria 1#21 (1985) pp 176-79 online（页面存档备份，存于）.